# Francesco Maria Scalderone
Francesco Maria Scalderone (světským jménem: Giacomo Antonio Scalderone; 3. března 1717, Lagonegro – 2. ledna 1804, Neapol) byl italský římskokatolický kněz a člen Řádu menších bratří kapucínů. Katolická církev ho uctívá jako ctihodného.

## Život
Narodil se 3. března 1717 v Lagonegru do šlechtické rodiny.
Studoval u Jezuitů a 13. listopadu 1733 přijal v Casertě kapucínský hábit.
Byl známý pro svou poslušnost, milosrdenství pro chudé, kterým dával to, co sám potřeboval. Byl velkým ctitelem eucharistie a Panny Marie. Vynikal v kazatelské činnosti a byl vyhledávaným zpovědníkem. Pobýval v klášteře svatého Efréma v Neapoli. Snažil se také přivést zpět jezuity do Království obojí Sicílie. Jezuité se vrátili šest měsíců po jeho smrti. K tomuto návratu pomohl státní ministr Ludvík Medicejský, který byl díky přímluvě otce Francesca zproštěn trestu smrti.
Za vlády dynastie Bourbonů a napoleonské okupace vyzýval k míru a víře v Boha.
Zemřel 2. ledna 1804 v pověsti svátosti.

## Proces svatořečení
Proces byl zahájen 27. února 1873 v arcidiecézi Neapol. Dne 26. března 1874 byl vydán dekret o nevytvořeném kultu. V současné době je proces pozastaven.